# Chronologie de Marseille

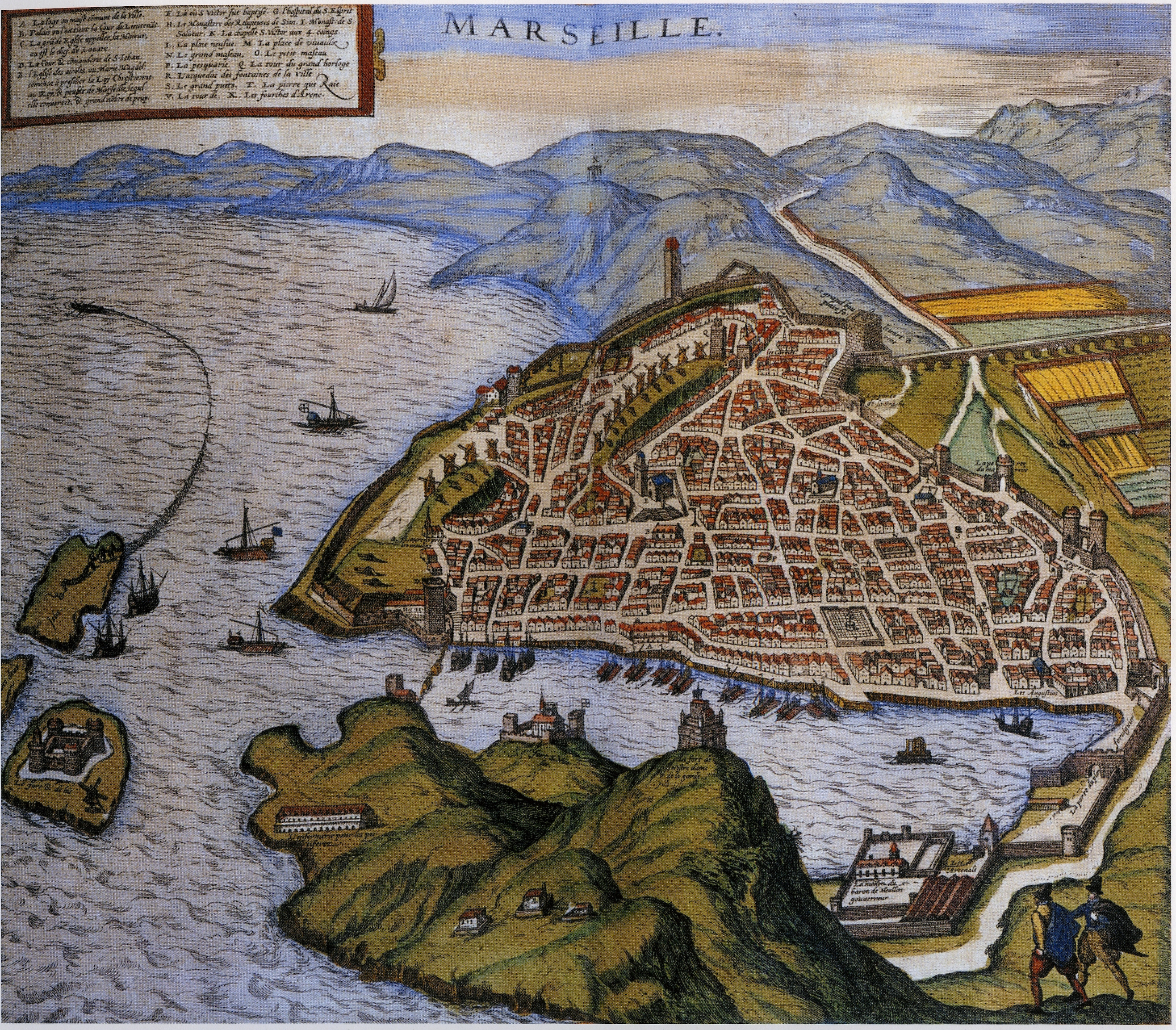
Marseille en 1575.

Ceci est une présentation chronologique des événements historiques ayant trait à la ville de Marseille, en France. À lire en lien avec l'article Histoire de Marseille

## Préhistoire
- Entre le XXVIIe millénaire av. J.-C. et le XIXe millénaire av. J.-C. : Des hommes vivaient dans la région et utilisaient une grotte, aujourd'hui immergée, découverte dans la calanque de Morgiou, à Marseille en 1991 par le plongeur cassidain Henri Cosquer, baptisée depuis de son nom : la grotte Cosquer. L'occupation de ce "sanctuaire" entre 27 000 et 19 000 avant notre ère est attestée[1].
- (-6000) Découverte d'une vaste zone d'habitat (dont des éléments de constructions en terre crue), datée du Mésolithique à la fin du Néolithique, entre le Bd Charles Nédelec (2007) et la rue Bernard Du Bois (2005), par l'Inrap et l'Atelier du Patrimoine de la ville de Marseille, justifiant la présence saisonnière de populations d'agro-pasteurs consommant des coquillages.[réf. nécessaire]

## Antiquité
- 600 av. J.-C. : fondation de Massalia (Marseille) sur le territoire des Ségobriges par des colons grecs venus d'Asie mineure, les Phocéens.
- 546 av. J.-C. : seconde fondation de Marseille avec l'arrivée d'une seconde vague de colons ioniens.
- 540 av. J.-C. : bataille d'Alalia opposant les Phocéens aux Carthaginois, au large de la Corse.
- Ve siècle av. J.-C. : Marseille est citée pour la première fois dans un texte écrit.
- Au tournant des Ve siècle av. J.-C. et IVe siècle av. J.-C., le Massaliote Euthymène quitte le Lacydon pour explorer les côtes de l'Afrique (les actuels Sénégal et golfe de Guinée)[2].
- Vers 390 av. J.-C. : premier siège de la ville par les Salyens de Catumandus, et victoire des Massaliotes[3].
- 332 av. J.-C. : l'explorateur et géographe Pythéas effectue un voyage dans les mers du nord de l'Europe, atteignant l'Islande et le Groenland, et approchant du cercle polaire. Il établit la latitude de Marseille[4].
- 154 av. J.-C. : appel aux légions romaines contre les Ligures, et combats devant la ville[5].
- 49 av. J.-C. : Massalia, refusant de choisir entre Jules César et Pompée dans la guerre civile qui les oppose (tout en préférant le second), est assiégée et prise par les troupes de César. Elle est mise à sac et perd l'essentiel de sa population grecque[6].
- 303 ou 304, le 21 juillet : saint Victor, militaire romain, officier dans la légion thébaine entièrement composée de chrétiens, massacrée sous le règne des empereurs Dioclétien (285-305) et Maximien Hercule (285-305) à Agaune (aujourd'hui Saint-Maurice, en Suisse), subit le martyre à Marseille, pendant la persécution déclenchée en février 303 par les deux empereurs.
- 313 : après l'édit de Milan, accordant la liberté de culte aux chrétiens de l'Empire, la présence chrétienne devient officielle à Marseille. L’évêque marseillais Oresius, premier évêque connu de Marseille, participe en 314 au concile d'Arles[7].
- 381 : Proculus devient évêque de Marseille[8].
- Ve siècle : construction d'une première cathédrale et d'un baptistère.
- 416 : Jean Cassien, un moine venu d'Orient, fonde un monastère sur le lieu du martyre de saint Victor; (future abbaye Saint-Victor) ce monastère devint l'un des plus florissants du pays et comportera plusieurs milliers de moines au Ve et VIe siècles[9].

## Moyen Âge
- 476 : Marseille est prise par les Wisigoths d'Euric[10].
- 508 : l'Ostrogoth Théodoric s'empare de Marseille et de la Basse Provence.
- 3 juillet 529 : Condamnation du semi-pélagianisme et des « prêtres de Marseille » lors du deuxième concile d'Orange, présidé par Césaire, évêque d'Arles.
- 533 : concile provincial de Marseille[11].
- 536 : les Ostrogoths cèdent aux Francs la souveraineté de la Provence et de Marseille.
- 581 : un conflit violent oppose l'évêque de Marseille Théodore (qui s'est rallié à la nouvelle faction pro-neustrienne parvenue au pouvoir en Austrasie) et le recteur de Provence Dynamius le Patrice, resté pro-burgonde[12].
- 588 : première épidémie de peste à Marseille[13].
- 591 : nouvelle épidémie de peste à Marseille[13].
- 599 : nouvelle épidémie de peste à Marseille[13].
- 650 : cinquante ans après les trois premières épidémies, Marseille connait une nouvelle épidémie de peste.
- 736-739 : Marseille est prise et pillée par les Francs de Charles Martel[14].
- 814 : l’évêque Wadalde fait dresser un inventaire des biens de l’église[15].
- 838 : première razzia sarrasine[16]. Une flotte débarqua et pilla la ville faisant de nombreux prisonniers. Pendant longtemps, il fut dit que « les Maures avaient fait beaucoup de vivants ».
- 848 : deuxième invasion des Sarrasins, qui pillent à nouveau Marseille[16].
- 859 : les Vikings du chef Hasting, qui viennent de Nantes et avaient hiverné en Camargue, prennent la ville d’assaut et la pillent[17].
- Xe siècle : le royaume de Bourgogne-Provence chasse les Sarrasins et fait cesser la domination franque sur Marseille, désormais liée aux destinées du comté de Provence, relevant de l'Empire romain germanique.
- 13 juin 923 : Marseille résiste aux Sarrasins qui dévastent l’abbaye de Saint-Victor sise en face de la ville. L’évêque quitte la cité pour aller à l’abbaye Saint-André de la Cape[18].
- 31 octobre 977 : Introduction de la règle de saint Benoît pour régir l’abbaye de Saint-Victor[19].
- 1047 : décès d’Isarn, abbé de Saint-Victor[20].
- 1069 : division de la ville entre les vicomtes de Marseille et l’évêque Pons II.
- 1138 : premier traité entre Marseille et Gênes[21].
- 25 mai 1163 : Division des biens entre le chapitre et l’évêque[22].
- 1188 : fondation de l’Hôpital du Saint-Esprit, ancêtre de l’Hôtel Dieu[23].
- 1212 : formation de la confrérie du Saint-Esprit, future commune de la ville basse[24].
- 21 décembre 1215 : Décès de Roncelin, dernier vicomte de Marseille et moine puis abbé de Saint-Victor[25].
- 1221 : installation d’un podestat à la tête de la commune[26].
- 19 février 1228 : création du corps des Peseurs jurés de Marseille.
- 7 novembre 1230 : Marseille reconnaît la suzeraineté de Raymond VII de Toulouse[27].
- 22 juin 1243 : traité entre Marseille et le comte catalan de Provence Raimond Bérenger V[28].
- 1249 (septembre) : mort de Raymond VII de Toulouse.
- 26 juillet 1252 : premiers chapitres de paix et soumission à Charles Ier d’Anjou [29].
- 6 juin 1257 : deuxièmes chapitres de paix et achat par Charles Ier d’Anjou de la seigneurie de la ville basse[30].
- 1274 : décès de sainte Douceline, fondatrice des Béguines de Marseille[31].
- 1291 : arrêt des relations commerciales avec Acre prise par les musulmans.
- 1318 (7 mai) : sous l’épiscopat de Raimond Robaudi, quatre Spirituels franciscains accusés d’hérésie sont brûlés vifs au cimetière des Accoules[32].
- 1319 (12 septembre) : Gasbert de Valle est nommé évêque de Marseille par le pape Jean XXII[33].
- 1319 (8 novembre) : transfert du corps de saint Louis d’Anjou en présence du roi Robert[34].
- 1348 (3 janvier) : unification administrative des trois villes vicomtale, épiscopale et prévôtale sous l’autorité du viguier[35].
- 1348 (20 janvier) : la reine Jeanne est à Marseille, où la ville lui est favorable.
- 1347-1350 : Marseille est victime d'une épidémie de peste noire qui tuera 16 000 personnes dans la ville et sera le point de départ de la grande peste qui emportera près d'un tiers de la population française.
- 1385 : visite à Marseille de la reine Marie de Blois, veuve de Louis Ier d'Anjou-Provence, et de son fils Louis II. Les droits de Louis II sont reconnus par la majorité des seigneurs provençaux[36].
- 1404 : l’antipape Benoît XIII réside à Saint-Victor.
- 1423 : Mise à sac de Marseille par les Catalans d'Alphonse V d'Aragon[37].
- 1447 : Construction de la tour Saint-Jean.
- 1449 : Marseille base de départ des galées de Jacques Cœur.
- 1474 (3 mars) : Création d’un tribunal de commerce.
- 1475 (17 avril) : Règlement municipal du sénéchal Jean de Cossa rétablissant le titre de Consul[38],[39].
- 1480 (10 juillet) : Décès du roi René[40].
- 1481 (11 décembre) : Mort de Charles III de Provence, dernier comte de Provence[41].
- 1482 : Marseille et la Provence rejoignent le royaume de France, à la suite de la mort de Charles III dernier comte de Provence, qui - par testament - lègue ses possessions provençales au roi de France. La ville sort du Moyen Âge en connaissant une forte expansion économique. C'est l'époque où l'antique Massilia, devenue Marselha au Moyen Âge, prend le nom de Marseille.
- 1501 : Création du parlement de Provence[42].
- 1504 : Épidémie de peste.
- 1511 : Louis XII confirme les privilèges de Marseille.

## De la Renaissance à la Révolution française
- 1512 : Construction d’un quai sur la rive nord du Vieux-Port par l’ingénieur naval Raphaël Roustan.
- 3 janvier 1516 : Arrivée de Louise de Savoie, mère de François Ier, et de l'épouse de celui-ci Claude de France. Les deux femmes, dès le 7 janvier 1516, montent au sanctuaire de Notre-Dame de la Garde[43].
- 22 janvier 1516 : De retour de sa victoire à Marignan, François Ier passe par Marseille. Il se rend lui aussi au sanctuaire de Notre-Dame de la Garde[44] et décide d'un nouveau développement du port militaire et de la construction d'un fort sur une toute petite île de la rade de Marseille (l'actuel Château d'If).
- 1524 : La ville est assiégée par l'armée du Saint-Empire romain commandée par le connétable Charles III de Bourbon[45].
- 8 octobre 1533 : Arrivée de François Ier[46].
- 11 octobre 1533 : Arrivée du pape Clément VII[46].
- 22 octobre 1533 : Arrivée de Catherine de Médicis[47].
- 28 octobre 1533 : Catherine de Médicis est unie à Henri duc d’Orléans, futur Henri II, par le pape Clément VII[47].
- 1536 (février) : Édit de Crémieu organisant la justice marseillaise sur les bases de l’édit de Joinville (1535)[48].
- 1536 (août-septembre) : Second siège de Marseille par les troupes de Charles Quint[49].
- 15 octobre 1536 : Dans le cadre de l'alliance franco-ottomane, la flotte ottomane de Barberousse prend ses quartiers d'hiver à Marseille avec 30 galères. C'est la première fois qu'une flotte turque séjourne pour l'hiver sur la côte française.
- 20 juillet 1543 : Visite de la flotte de l’amiral turc Khayr ad-Din Barberousse[50].
- 5 octobre 1544 : Barthélemy Portaligni, évêque auxillaire d’Apt, consacre la nouvelle chapelle de Notre-Dame de la Garde[51].
- Milieu du XVIe siècle : La ville est divisée en quatre quartiers au lieu de six (les Sixains) : 
  - Le Corps de ville,
  - Saint-Jean,
  - Cavaillon,
  - La Blanquerie
- 1562 : Catherine de Médicis renonce à faire appliquer à Marseille l'édit de tolérance, qui permet aux protestants d’exercer librement leur culte chez eux, car la ville est très hostile au protestantisme[52].
- Fin 1564 : Charles IX passe dans la ville lors de son tour de France royal (1564-1566), accompagné de la Cour et des Grands du royaume : son frère le duc d’Anjou, Henri de Navarre, les cardinaux de Bourbon et de Lorraine[53].
- 1577 : Création de la savonnerie Prunemoyr[54].
- 15 juin 1579 : Catherine de Médicis, accompagné du cardinal de Bourbon, pose la première pierre du couvent des Capucins.
- 1580 : Une nouvelle épidémie de peste frappe Marseille[55].
- 1585 : Débuts de la Ligue catholique. Louis de La Motte Dariès exerce la dictature des ultras-catholiques pendant quelques jours, et force l’évêque à fuir[56]. Marseille reste fidèle au roi Henri III, et exécute les complices de De Vins, chef provençal de la Ligue[57].
- 6 octobre 1585 : Règlement d’Angoulême[58].
- 2 juin 1586 : Mort du grand prieur, comte d’Angoulême[59].
- 1er octobre 1586 : Arrivée de Jean Louis de Nogaret de La Valette, duc d’Épernon.
- 28 août 1588 : Assassinat d’Antoine Lenche[60].
- 1591 : Charles de Casaulx proclame la république : il exerce une dictature, s’affranchissant du roi de France, de la Ligue et du duc de Savoie Charles-Emmanuel[61].
- 1593 : Fondation de l'Hôtel-Dieu, nouvel hôpital construit à l'emplacement de l'Hôpital du Saint-Esprit, qui datait du XIIe siècle[62].
- 6 novembre 1594 : Début de financement de l’Hôtel Dieu créé par la fusion des hôpitaux du Saint-Esprit et de Saint-Jacques de Galice[63].
- 20 octobre 1595 : Premier livre imprimé à Marseille : Obros et rimos provenssalos par Louis Bellaud de la Bellaudière, poète provençal[64].
- 1596 : Henri IV envoie un ultimatum au premier consul Charles de Casaulx. Celui-ci est assassiné le 17 février 1596 par un Corse, Pierre de Libertat, et legouverneur de Provence, le duc de Guise rentre dans Marseille, tout en empêchant la flotte espagnole, appelée à l’aide par Casaulx, d’entrer dans le port[65],[66].

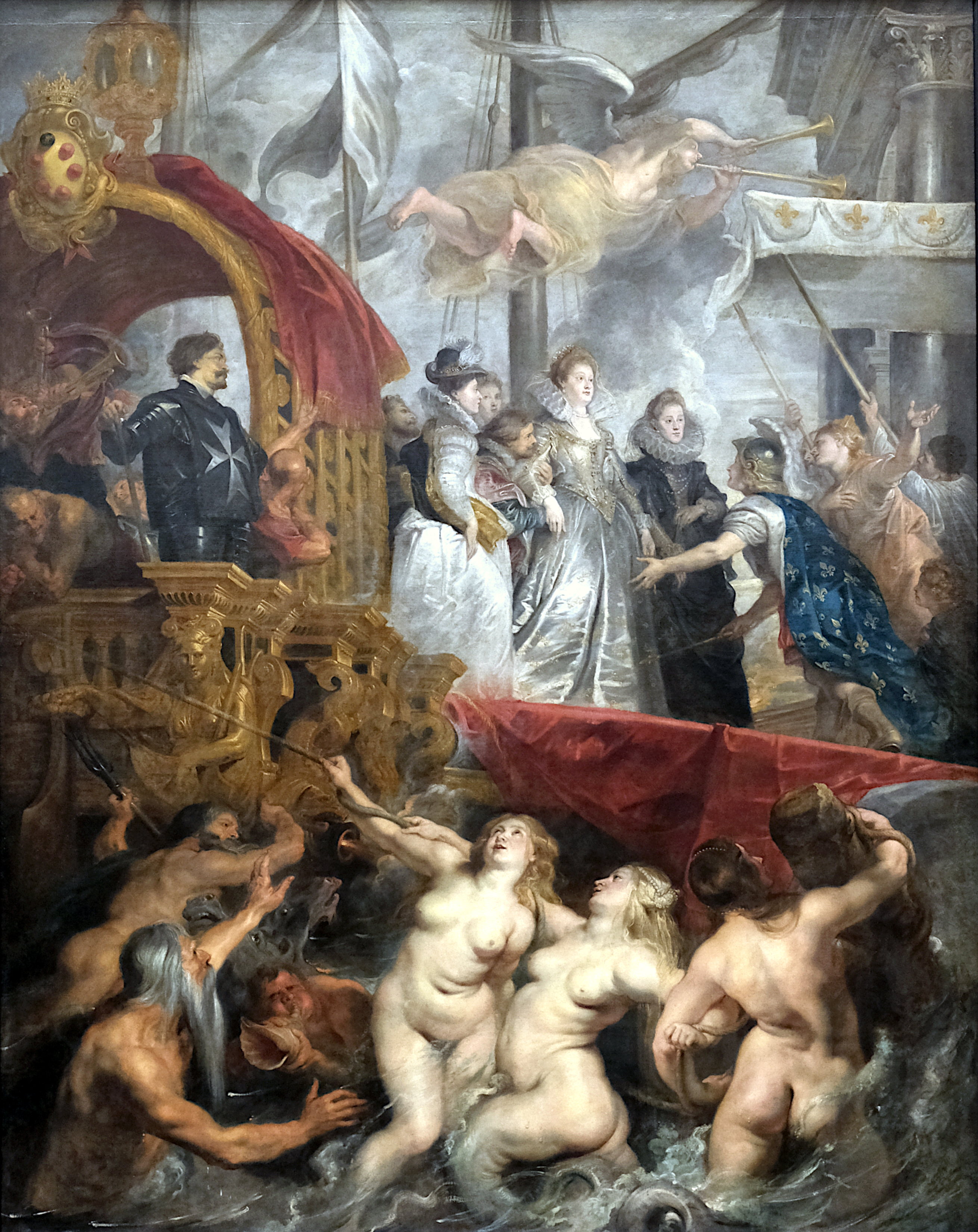
Le Débarquement de la reine à Marseille, le 3 novembre 1600, tableau de Pierre Paul Rubens (Musée du Louvre).

- 3 novembre 1600 : Arrivée de Marie de Médicis venant épouser Henri IV[67].
- 9 février 1605 : Cession du cimetière des Accoules par le chapitre pour y construire des maisons[68].
- 1605 : Établissement des Augustins réformés[69].
- 30 avril 1611 : Louis Gaufridy, prêtre des Accoules accusé de sorcellerie, est brûlé vif à Aix en Provence[70].
- 1616 : Les consuls condamnent au fouet un valet qui avait introduit du vin étranger dans la ville[71].
- 16 octobre 1620 : Naissance de Pierre Puget[72].
- 8 octobre 1622 : Louis XIII arrive à Marseille[73].
- 4 juillet 1623 : Le couvent des Capucins est fondé au quai de Rive Neuve[74].
- 1629 : Épidémie de peste[75].
- 1631 : Établissement des Carmes déchaussés.
- 8 septembre 1633 : Établissement des Chartreux[76].
- 25 mars 1634 : Pose de la première pierre de l’église des Carmes déchaussés[77], [76].
- 15 janvier 1637 : Les Bernardines s’établissent à Marseille[78].
- 1er septembre 1638 : Décès sur mer de Cosme de Valbelle[79].
- 1640 : Établissement de L’hôpital Saint Joseph ou maison du refuge[80].
- 1642 : Premier livre sur l’histoire de Marseille par Antoine de Ruffi, dont le fils Louis Antoine de Ruffi fera paraître une nouvelle édition considérablement augmentée.
- 23 mai 1643 : Décès de l’évêque Jean-Baptiste Gault[81].
- 1650 : Coup de main des partisans d’Antoine de Valbelle sur l’Hôtel de Ville[82].
- 1656 : Louis XIV place le couvent des Chartreux sous sa protection[83].
- juillet 1658-1660 : Insurrection de la ville contre son gouverneur. Louis II de Vendôme, duc de Mercœur revient à la tête de ses troupes, s'empare de la cité après avoir fait détruire la porte principale et pratiquer une brèche dans les remparts. En représailles, le cardinal de Mazarin, accompagné du jeune roi Louis XIV, fait construire le fort Saint-Nicolas et Saint-Jean
- 11 février 1660 : Pose de la première pierre du Fort Saint-Nicolas[84].
- 1665 : Louis XIV ayant décidé de constituer une puissante flotte de galères ; l'Arsenal, qui s'étend sur la rive sud du port (l'actuel Quai de Rive-Neuve), connait une période d'intense activité, afin de fournir au roi les navires nécessaires à sa politique méditerranéenne.
- 10 avril 1665 : Nicolas Arnoul est nommé intendant des galères[85].
- 16 juin 1666 : Lettres patentes pour l’agrandissement de la ville[86].
- 1669 : Édit de Colbert établissant la franchise du port.
- 1671 : Installation de la première raffinerie de sucre par Gaspard Maurellet. Cette usine était destinée à traiter le sucre en provenance des Antilles[87].
- 14 août 1671 : Début de la construction de l’hospice de la Charité.
- 1673 : Mise en service de l’hôtel de ville[88].
- 1683 : Le roi prend le couvent des Capucines pour agrandir l’arsenal des galères[89].
- 1702 : Mise en service d’un observatoire aux Accoules par les jésuites[90].
- 5 avril 1709 : Mgr de Belsunce est nommé évêque de Marseille[91].
- 27 octobre 1714 : La reine d’Espagne arrive à Marseille.
- 1715 : Les religieux de Saint-Victor perdent leur procès contre l’évêque de Marseille.
- 1716 : Pose de la première pierre de l’église Saint Ferréol.
- 25 mai 1720 : Le navire « Le grand Saint-Antoine », commandé par le capitaine Jean-Baptiste Chataud, arrive à Marseille où il apporte la Grande peste noire[92].
- 1er novembre 1720 : Procession pour obtenir la cessation de la peste[93].
- 28 mai 1722 : Les échevins, sur proposition de Mgr de Belsunce consacrent la ville au Sacré-Cœur[94].
- 1726 : Création de l’Académie de Marseille[95].
- 1743 : Création de la faïencerie Perrin[96].
- 1745 : Achèvement de l’hospice de la Charité[97].
- 1747 : Ouverture du palais de justice, actuellement pavillon Daviel, annexe de la Mairie[98].
- 1748 : Suppression du corps des galères[99].
- 1751 : Construction du couvent des Bernardines, devenu le Lycée Thiers[100].
- 4 juin 1755 : Mort de Mgr de Belsunce[101].
- 8 octobre 1761 : Réalisation des allées de Meilhan qui deviendront la partie haute de la Canebière.
- 19 mars 1763 : Guillaume de Saint-Jacques de Silvabelle succède au père Pézenas à la direction de l’observatoire[102].
- 1773 : Jean-Baptiste Grosson, notaire royal et homme cultivé, qui s'intéressa beaucoup à l'histoire de sa ville natale, et publia de 1770 à 1791 l’Almanach historique de Marseille, fait paraître un ouvrage intitulé « Recueil des antiquités et des monuments marseillais qui peuvent intéresser l’histoire et les arts », qui fit longtemps référence pour l'histoire des monuments de la ville de Marseille.
- 19 mai 1780 : Un incident sans gravité survient dans la passe d'entrée du Vieux-Port, mais il va être à l'origine de la plus fameuse galéjade (histoire marseillaise) : la frégate « La Sartine » (nom du ministre de la Marine de Louis XVI de 1774 à 1780) vient s'y échouer, paralysant l'entrée et la sortie du port. Une simple déformation du nom, et le fait que le blason de Monsieur de Sartine, comte d'Alby (1729-1801), est « d'or à la bande d'azur, chargée de trois sardines d'argent », suffisent à créer la légende : une sardine a bouché le port de Marseille !
- 3 septembre 1781 : Vente de l’arsenal des galères à la ville[103].
- 8 juin 1782 : Le commerce de Marseille offre un vaisseau de 118 canons au roi Louis XVI : le Commerce de Marseille (lancé à Toulon en 1788).
- 27 janvier 1784 : Premier lancement d'une montgolfière[104].
- 14 mai 1784 : Sur les instances de La Fayette, le ministre français des Finances, Calonne, publie un décret faisant des ports de Bayonne, Marseille, Dunkerque et Lorient des ports francs pour le commerce franco-américain.
- 6 juillet 1784 : Revente des terrains de l’arsenal des galères par la ville de Marseille à la Compagnie de l’Arsenal[103].
- 1785 : Mise en service du premier éclairage à huile sur la Canebière[105].
- 9 septembre 1785 : Le bailli de Suffren arrive à Marseille[106].
- 14 juillet 1786 : Pose de la première pierre du grand théâtre (rue Beauvau) construit sur les terrains de l’arsenal des galères[107].
- 31 octobre 1787 : Le grand théâtre est ouvert au public[107].

## Période révolutionnaire et Empire
- 29 décembre 1788 : Marseille réclame l’augmentation du nombre des élus du Tiers état et le vote par tête aux États généraux.
- 23 mars 1789 et jours suivants : Émeutes à Marseille contre Rebuffel ; destruction de maisons. La municipalité supprime les fermes[108].
- 30 avril 1790 : Émeute à Marseille, où la foule s'empare de trois forts et tue l'un de leurs commandants, le chevalier de Beausset, major du fort Saint-Jean.
- 18 mai 1790 : Début de démolition de la citadelle Saint-Nicolas.
- 28 septembre 1790 : Dernière séance du parlement de Provence[109].
- 15 janvier 1791 : Création d’une bibliothèque municipale.
- 1er novembre 1791 : Départ du régiment suisse d’Ernest.
- 14 novembre 1791 : Élection du maire Jean-Raymond Mourraille.
- 27 juin 1792 : Le principal club politique de la ville, la Société patriotique des amis de la Révolution, proclame la monarchie contraire à l’égalité, et demande son abrogation[110]. Elle envoie un bataillon de 500 fédérés, les Marseillais, qui part le 2 juillet pour Paris.
- 23 avril 1793 : Pendant l’insurrection girondine, Philippe Égalité, le duc de Montpensier et le prince de Conti sont écroués au fort Notre-Dame de la Garde[111]. Le tribunal révolutionnaire est rétabli.
- 16 mai 1793 : Exécution des frères Savon.
- 25 août 1793 : Les Jacobins de Marseille affrontent et battent la milice bourgeoise, et le général Carteaux entre sans combats dans la ville[112].
- 6 janvier à février 1794 : Marseille est rebaptisée "La ville sans nom" à la suite de l'émeute fédéraliste contre la Convention.
- 5 juin 1795 : Massacre de cent Jacobins enfermés au fort Saint-Jean, par les Compagnies du Soleil[113].
- 1799 : Ouverture de la bibliothèque publique dans l'ancien couvent des Bernardines. Son premier bibliothécaire fut Claude-François Achard

## XIXesiècle
- 4 août 1805 : Rétablissement d’une mairie unique. Antoine-Ignace Anthoine est nommé maire.
- 12 septembre 1806 : Naissance de Victor Gélu[114].
- 26 février 1808 : Naissance d’Honoré Daumier[115].
- 1811 : Aménagement d’une fontaine et d’un obélisque à la place Castellane[116].
- 8 juillet 1814 : Passage du duc d’Orléans, futur Louis-Philippe[117].
- 26 juin 1815 : Massacre de Bonapartistes et de Mameluks[118].
- 30 mai 1816 : Entrée de Marie-Caroline de Bourbon-Sicile, duchesse de Berry.
- 10 septembre 1817 : Suppression de la franchise du port.
- 3 novembre 1818 : Inauguration de l’École de médecine.
- 29 juin 1821 : Pose de la première pierre de l’église du Sacré-Cœur [119].
- 13 janvier 1823 : Rétablissement de l’évêché de Marseille avec la désignation de Mgr Fortuné de Mazenod[120].
- 6 novembre 1825 : Pose de la première pierre de l’arc de triomphe à la porte d’Aix[121].
- 1827 : Fondation du « Sémaphore », journal commercial libéral.
- 1er mai 1830 : Visite du duc d’Angoulême.
- 1834 : Épidémie de choléra[122]. Ouverture du boulevard Longchamp.
- 1837 : Eugène de Mazenod nommé évêque de Marseille[123].
- 4 juillet 1838 : Loi autorisant la ville de Marseille à dériver les eaux de la Durance.
- 1842 : Achèvement du canal d'Arles à Port-de-Bouc, débuté en 1802.
- 24 juillet 1843 : Concession à M. Paulin Talabot de la ligne de chemin de fer Marseille-Avignon[124].
- 5 août 1844 : Loi ordonnant l’exécution du port de La Joliette.
- 1845 : Ouverture de l’avenue du Prado.
- 9 janvier 1848 : Inauguration de la gare Saint-Charles[125].
- 1849 : Achèvement de la voie ferrée vers Avignon.
- 1852 : Pose de la première pierre du palais de la Bourse[126] et de la cathédrale de la Major par Louis Napoléon Bonaparte, prince président.
- 11 septembre 1853 : Pose de la première pierre de Notre-Dame de la Garde par Mgr Eugène de Mazenod[127].
- 1854 : Construction des bassins de La Joliette et du Lazaret[128].
- 1857 : Inauguration de l’Alcazar au cours Belsunce[129].
- 8 décembre 1857 : Bénédiction de la statue de la Vierge dorée[130].
- 1859 : Construction du bassin de la Gare Maritime.
- 18 septembre 1862 : Pose de la première pierre de la Préfecture[131].
- 4 novembre 1862 : Inauguration du nouveau palais de Justice, place Montyon[132].
- 1863 : Construction du bassin national.
- 1866 : Création du cercle artistique de Marseille.
- 1867 : Inauguration de la préfecture. Création des raffineries de sucre Saint-Louis.
- 1er avril 1868 : Naissance d’Edmond Rostand[133].
- 4 décembre 1868: ouverture du procès de l'Affaire des empoisonneuses de Marseille
- 1869 : Élection à Marseille de Gambetta contre Ferdinand de Lesseps.
- 1870 : Achèvement de la résidence du Palais du Pharo, bénédiction de la statue de la Vierge de la Garde, démolition à la Bourse de la statue de Napoléon III[134].
- 22 mars 1871 : Face à la situation désastreuse du pays, un mouvement insurrectionnel éclate à Marseille, avec à sa tête le radical Gaston Crémieux, tentant en vain de proclamer la République et d'instaurer une Commune révolutionnaire. Mais le mouvement ne dure que 15 jours et Crémieux est arrêté et déféré devant un conseil de guerre. Il sera fusillé le 30 novembre 1871.
- 1873 : Incendie de l’Alcazar[135].
- 1879 : Eugène Poubelle est nommé préfet des Bouches-du-Rhône.
- 1880 : Fondation du journal Le Petit Provençal.
- 1881 : Vêpres marseillaises[136].
- 14 août 1881 : Effondrement des tribunes des arènes du Prado. Il y eut plus de 400 morts [137],[138].
- 1884 : Début du percement de la rue Colbert, avec destruction de l’église gothique Saint-Martin.
- 1884, de juin à novembre : Épidémie de choléra à Marseille. Le palais du Pharo est transformé en hôpital[139].
- 14 novembre 1886 : Traversée en ballon de Marseille à la Corse[140].
- 1888 : Éclairage électrique de la Canebière, inauguration de l’église des Réformés.
- 28 décembre 1891 : Premiers essais de traction électrique de tramway[141].
- 30 juillet 1892 : Inauguration des ascenseurs hydrauliques de Notre-Dame de la Garde.
- 1892 : Siméon Flaissières élu maire socialiste de Marseille[142].
- 1893 : Construction du bassin de la Pinède.
- 1895 : Création de l’Institut de médecine tropicale au Pharo.
- 1er mars 1896 : Première projection des films des frères Lumière[143].
- 1899 : L'Olympique de Marseille est créé[144].
- 2 juillet 1900 : Électrification de toutes les lignes de tramway et suppression de la cavalerie[145].

## XXesiècle
- 1902 : Élection du maire Amable Chanot, qui laissera son nom à un parc[146].
- 24 décembre 1905 : Mise en service du pont transbordeur[147].
- 1906 : Création, à Saint-Louis les Aygalades, de la Société française pour l’industrie de l’aluminium, ancêtre de Péchiney[148].
- 1906 : Première Exposition coloniale, qui occupa 7 mois durant le parc Chanot[149].
- 14 au 16 septembre 1909 : Chasse au tigre dans Marseille. Cette tigresse qui devait partir pour Alger s'était échappée du cirque « Alexandre ». Elle fut abattue sur la jetée du port ; son corps fut empaillé et longtemps exposé au musée du palais Longchamp[150].
- 1914 : Marcel Pagnol et Jean Ballard créent la revue Fortunio, qui devient ensuite les Cahiers du Sud, à partir de 1924.

### Entre-deux-guerres
- 13 novembre 1919 : Incendie du nouveau théâtre[151].
- 1922 : Deuxième exposition coloniale[152].
- 3 décembre 1924 : Inauguration du nouvel opéra municipal, dont l’architecte est Gaston Castel[153].
- 24 avril 1927 : Inauguration du Monument aux morts de l'Armée d'Orient et des terres lointaines de la Première Guerre mondiale, et le lendemain inauguration du tunnel du Rove par le Président de la République, Gaston Doumergue[154].
- 1931-1936 : Sortie au cinéma de la trilogie marseillaise de Pagnol
- 9 octobre 1934 : Assassinat du roi Alexandre Ier et de Louis Barthou[155].
- Juin 1937 : Inauguration du stade Vélodrome[156].
- 28 octobre 1938 : Incendie des Nouvelles Galeries. En face de cet immeuble et au même moment se trouvaient dans le Grand Hôtel Noailles les membres du gouvernement participant au congrès du parti radical et du parti radical-socialiste, qui fut interrompu[157].
- 20 mars 1939 : Décret-loi mettant la ville sous tutelle du représentant du gouvernement[157]. L'incendie des Nouvelles Galeries ne fut qu'un prétexte, car il n'est même pas cité dans les rapports relatifs à la mise sous tutelle (voir : Journal Officiel de la République Française Lois et Décrets, 21 mars 1939, 71e année, no 69, p. 3671 et suiv.).
- 23 juillet 1939 : Décret loi créant le bataillon de marins pompiers de Marseille, remplaçant le bataillon de sapeurs pompiers de Marseille, dissout à la suite de l'incendie des Nouvelles Galeries.

### Seconde Guerre mondiale
- 21 juin 1940 : Raid de l’aviation italienne[158].
- 3 décembre 1940 : Visite du maréchal Pétain[159].
- 12 novembre 1942 : Entrée des troupes allemandes[160].
- 16 janvier 1943 : Hitler ordonne la destruction des vieux quartiers de Marseille[161].
- 22 janvier 1943 : Rafles de Marseille et évacuation du Vieux-Port (22-24 janvier) puis destruction de la rive nord du Vieux-Port (1er-18 février)
- 27 mai 1944 : Bombardement de l'US Air Force sur les installations allemandes qui touche surtout plusieurs quartiers de la cité phocéenne[162].
- 23 août 1944 : à la suite du débarquement de Provence (15 août), les goumiers et les tirailleurs algériens de la 3e DIA (Division d'Infanterie Algérienne) du général de Montsabert (de la Première Armée française du général de Lattre de Tassigny) libèrent la ville[163],[164].
- 15 septembre 1944 : Brève visite du général de Gaulle[165].

### Après-guerre
- 1945-46 : les premiers grands projets de reconstruction décidés pour Marseille par le Ministère de la Reconstruction et de l'Urbanisme (MRU) sont la reconstruction du Vieux-Port (réalisée entre 1947 et 1960), l'Unité d'habitation de Le Corbusier (réalisée entre 1947 et 1952) et les cités Saint-Just Palmieri et Garderie (1re tranche Palmieri réalisée entre 1947 et 1950)[166].
- 25 mars 1966 : Décret créant le port autonome de Marseille[167].
- août 1973 : une série d'agressions racistes fait de nombreux morts.
- 16 avril 1975 : l'affaire d'Arenc éclate à Marseille, elle concerne le placement illégal en rétention de personnes immigrées.
- 17 décembre 1967 : Mise en service du tunnel sous le Vieux Port.
- 26 novembre 1977 : Mise en service de la ligne 1 du métro de Marseille, Saint-Charles - La Rose.
- 7 mai 1986 : Décès accidentel de Gaston Defferre[168].
- 1991 : Découverte de la Grotte Cosquer.
- 26 mai 1993 : L'Olympique de Marseille remporte la finale de la Ligue des champions face au Milan AC (1-0) au stade olympique de Munich. Un but de la tête de Basile Boli permet la victoire de l'OM à la 44e minute.
- 19 juin 1999 : À l'occasion des fêtes du 26e centenaire de la fondation de Marseille, un spectacle racontant l'histoire de la ville, la « Massalia », rassemble des centaines de milliers de spectateurs entre le Palais Longchamp et la Cathédrale de la Major.
- 23 juin 2001 : Inauguration officielle du Parc du 26e Centenaire, qui s'étend sur 10 hectares en plein cœur de Marseille, sur le site de l'ancienne gare du Prado.
- 1er octobre 2017 : Un Attentat à la gare Saint-Charles de Marseille fait 2 morts.
- 5 novembre 2018 : l'effondrement de deux immeubles dans le centre-ville de Marseille fait 8 morts.